# Ruischerwaard

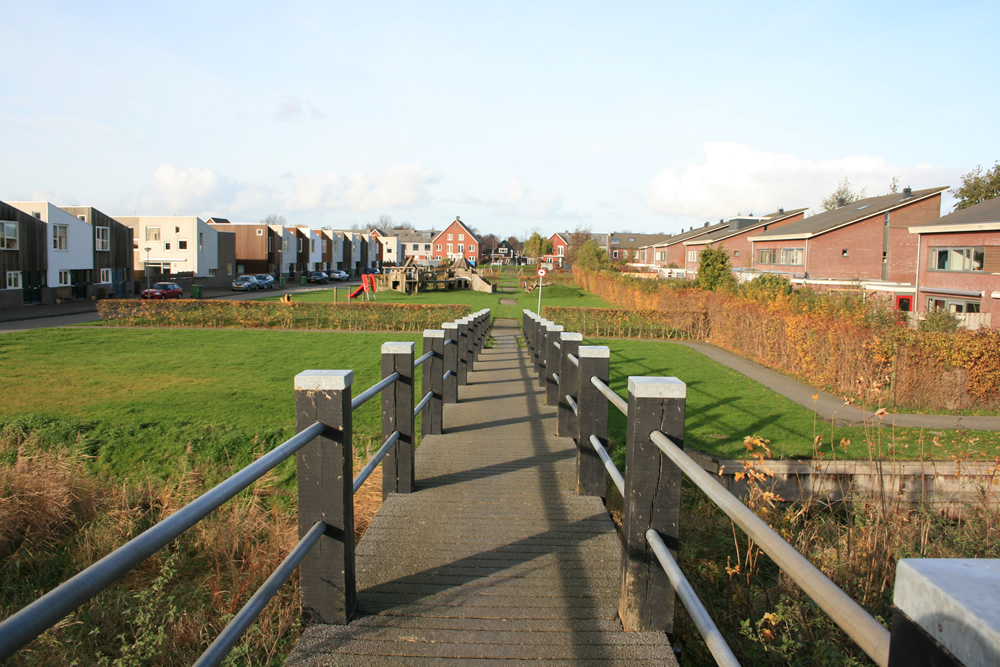
Speeltuin in Ruischerwaard

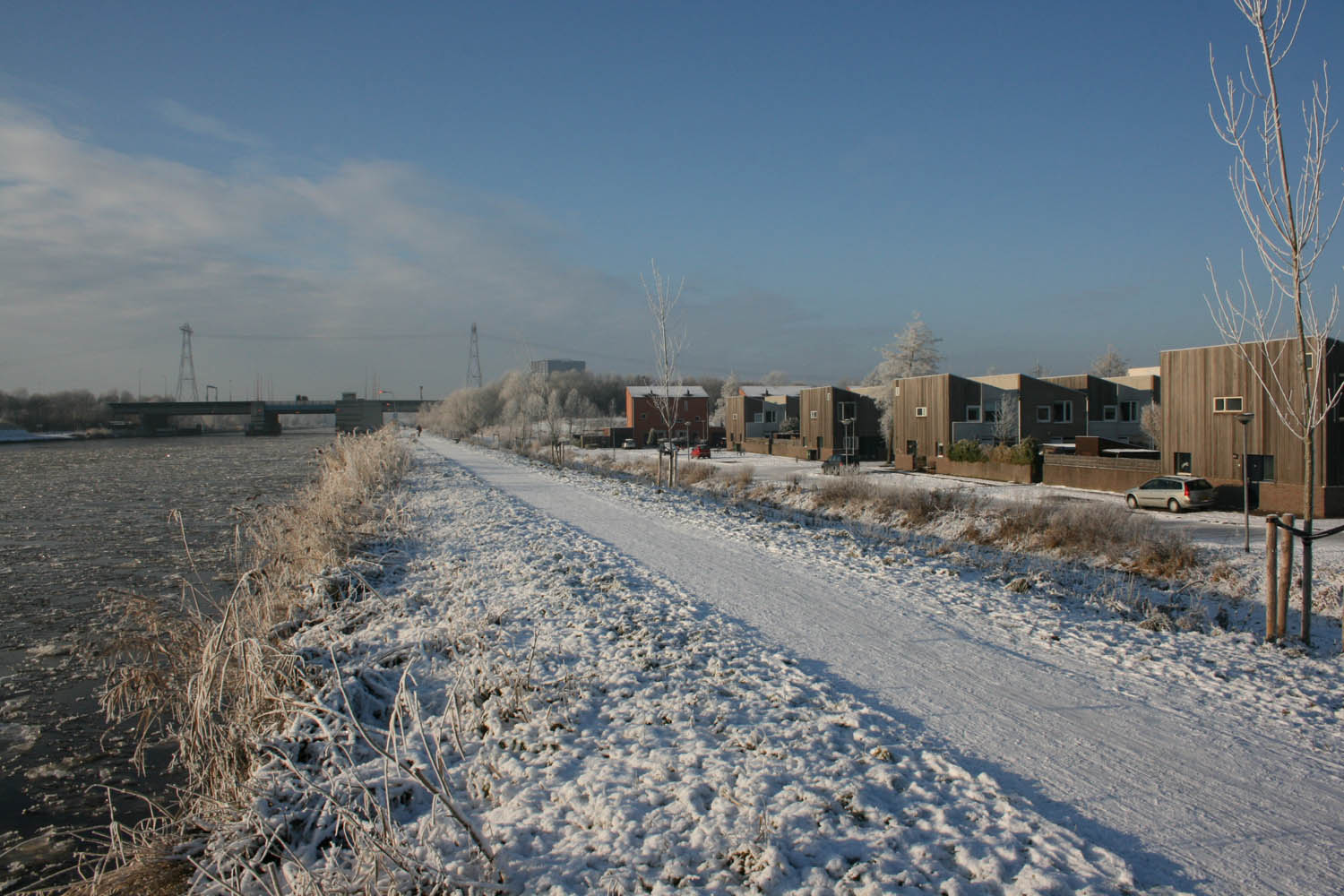
De dijk bij Ruischerwaard

Ruischerwaard is een wijk in Groningen. De wijk is gebouwd rond 1998 en ligt naast Lewenborg aan de overzijde van het Damsterdiep en ten zuiden van Ruischerbrug. Samen met Ruischerbrug en Noorddijk wordt Ruischerwaard door de gemeente als een wijk geregistreerd.